# Fascination
《Fascination》是法国Tomahawk开发，Coktel于1991年推出的色情恐怖图形冒险游戏，对应Amiga、雅达利ST和DOS。

## 评价
《Fascination》推出后的评价分化，高至法国杂志为PC版打出的90%，《CU Amiga》为Amiga版打出的80%；中含《Amiga Power》和《Amiga Format》的67%与65%；低有《Amiga Action》和《Amiga Computing》的51%和47%。《PC Gamer》Richard Cobbett的的回顾评论称，游戏“结局可能是史上最乏味的”。